# لا تشيكا دورادا (ألبوم)
 لا شيكا دورادا  هو الألبوم الأول للمغنية المكسيكية باولينا روبيو وصدر في أكتوبر من العام 1992 من إنتاج شركة EMI. ويأتي هذا الألبوم بعد انفصال باولينا رسمياً عن فرقة تمبرشي. لا شيكا دورادا تعني الفتاة الذهبية وهو اللقب الذي حظيت به باولينا بعد إصدار هذا الألبوم، ولا يزال لقبها حتى الآن في المكسيك والولايات المتحدة.